# BA Sparta Praha
BA Sparta Praha (celým názvem: Basketbalová akademie Sparta Praha) je český basketbalový klub, který sídlí v pražských Stodůlkách. Orientující se především na práci s mládeží (dívky i chlapci). Všechny juniorské i kadetské týmy dívčí i chlapecké kategorie jsou zastoupeny v nejvyšších kategoriích mládeže v juniorských a kadetských extraligách. Byl založen v roce 2001 pod názvem První basketbalová akademie ČR.
Klub se názvem a klubovými barvami odkazuje na starou Sparty jak v mužském, tak i ženském basketbalu, aniž by s těmito kluby společnou historii. Ovšem i tak je členem Asociace sportovních klubů AC Sparta Praha. Dalším klubem se Spartou v názvu je Basketball School Sparta, který byl založen v roce 2007 a zaměřuje se čistě na mládežnický basketbal.
Své domácí zápasy odehrává ve sportovní hale BA Sparta Praha, Praha 13 s kapacitou 250 diváků.

## Historické názvy
Zdroj:
- 2001 – První basketbalová akademie ČR
- 2007 – BA Sparta (Basketbalová akademie Sparta)
- 2007 – BA Sparta Praha (Basketbalová akademie Sparta Praha)

## Umístění v jednotlivých sezonách

### Umístění mužů
Zdroj:
Legenda: ZČ - základní část, červené podbarvení - sestup, zelené podbarvení - postup, fialové podbarvení - reorganizace, změna skupiny či soutěže
| Česko (2007 – ) | | | | | |
| Sezóna          | Název v ročníku | Úroveň | Soutěž | ZČ | Play-off |
| 2007/08         | BA Sparta Praha | 3. úroveň | 2. liga – sk. B | 1. místo | Postup |
| 2008/09         | BA Sparta Praha | 2. úroveň | 1. liga | 7. místo | Čtvrtfinále |
| 2009/10         | BA Sparta Praha | 2. úroveň | 1. liga | 4. místo | Vítěz; postup přenechán klubu Lokomotiva Plzeň                                                                                |
| 2010/11         | BA Sparta Praha | 2. úroveň | 1. liga | 13. místo | Skupina o udržení (3. místo)                                                                                                  |
| 2011/12         | BA Sparta Praha | 2. úroveň | 1. liga | 2. místo | Semifinále |
| 2012/13         | BA Sparta Praha | 2. úroveň | 1. liga | 1. místo | Semifinále |
| 2013/14         | Zánik vrcholového družstva mužů v BA Sparta. Mužské družstvo přešlo pod hlavičku nově založené organizace Get Better Academy. | Zánik vrcholového družstva mužů v BA Sparta. Mužské družstvo přešlo pod hlavičku nově založené organizace Get Better Academy. | Zánik vrcholového družstva mužů v BA Sparta. Mužské družstvo přešlo pod hlavičku nově založené organizace Get Better Academy. | Zánik vrcholového družstva mužů v BA Sparta. Mužské družstvo přešlo pod hlavičku nově založené organizace Get Better Academy. | Zánik vrcholového družstva mužů v BA Sparta. Mužské družstvo přešlo pod hlavičku nově založené organizace Get Better Academy. |
| 2013/14         | BA Sparta Praha | 7. úroveň | Pražská 3. třída – sk. B | 1. místo | Postup |
| 2014/15         | BA Sparta Praha | 6. úroveň | Pražská 2. třída – sk. A | 2. místo | |
| 2015/16         | BA Sparta Praha | 6. úroveň | Pražská 2. třída – sk. A | 8. místo | |
| 2016/17         | BA Sparta Praha | 6. úroveň | Pražská 2. třída – sk. B | 11. místo | Sestup |
| 2017/18         | BA Sparta Praha | 7. úroveň | Pražská 3. třída – sk. B | 7. místo | |
| 2018/19         | BA Sparta Praha | 7. úroveň | Pražská 3. třída – sk. A | | |

### Umístění žen
Zdroj:
Legenda: ZČ - základní část, červené podbarvení - sestup, zelené podbarvení - postup, fialové podbarvení - reorganizace, změna skupiny či soutěže
| Česko (2007 – ) |                 |           |                 |           |                                                                     |
| Sezóna          | Název v ročníku | Úroveň    | Soutěž          | ZČ        | Play-off                                                            |
| 2007/08         | BA Sparta Praha | 4. úroveň | Pražský přebor  | 1. místo  | Postup                                                              |
| 2008/09         | BA Sparta Praha | 3. úroveň | 2. liga – sk. B | 3. místo  | Skupina B1 (2. místo); odkoupení licence na ŽBL od BLC Sparta Praha |
| 2009/10         | BA Sparta Praha | 1. úroveň | ŽBL             | 10. místo | Play-out (prohra, sestup)                                           |
| 2010/11         | BA Sparta Praha | 2. úroveň | 1. liga         | 1. místo  | Finále                                                              |
| 2011/12         | BA Sparta Praha | 2. úroveň | 1. liga         | 6. místo  | Semifinále (vítěz); neúspěch v baráži o postup (4. místo)           |
| 2012/13         | BA Sparta Praha | 2. úroveň | 1. liga         | 2. místo  | Semifinále                                                          |
| 2013/14         | BA Sparta Praha | 2. úroveň | 1. liga         | 4. místo  | Semifinále (vítěz); neúspěch v baráži o postup (4. místo)           |
| 2014/15         | BA Sparta Praha | 2. úroveň | 1. liga         | 4. místo  | Semifinále                                                          |
| 2015/16         | BA Sparta Praha | 2. úroveň | 1. liga         | 7. místo  | Čtvrtfinále                                                         |
| 2016/17         | BA Sparta Praha | 2. úroveň | 1. liga         | 4. místo  | Čtvrtfinále; vyloučení z důvodů porušení stanov soutěže             |
| 2017/18         | BA Sparta Praha | 3. úroveň | 2. liga – sk. B | 1. místo  | Finálová skupina (1. místo)                                         |
| 2018/19         | BA Sparta Praha | 2. úroveň | 1. liga         | 6. místo  |                                                                     |
| 2019/20         | BA Sparta       | 2. úroveň | 1. liga         | 9. místo  |                                                                     |
| 2020/21         | BA Sparta       | 2. úroveň | 1. liga         |           |                                                                     |
| 2021/22         | BA Sparta       | 2. úroveň | 1. liga         | 7. místo  |                                                                     |
| 2022/23         | BA Sparta       | 2. úroveň | 1. liga         | 2. místo  |                                                                     |